# FC Fryšták
Football Club Fryšták je český fotbalový klub z města Fryšták, který byl založen 31. října 1931. Od sezony 2019/20 nastupuje v I. A třídě Zlínského kraje – sk. B (6. nejvyšší soutěž).
Své domácí zápasy odehrává na stadionu Fryšták.
Klub se proslavil rekordním penaltovým rozstřelem proti SK Baťov 1930. Utkání zlínského krajského přeboru ze 3. června 2016 rozhodl až 52. pokutový kop, čímž byl vytvořen nový světový rekord.

## Historické názvy
- 1931 – SK Fryšták (Sportovní klub Fryšták)
- 1948 – JTO Sokol Fryšták (Jednotná tělovýchovná organisace Sokol Fryšták)
- 1953 – DSO Tatran Fryšták (Dobrovolná sportovní organisace Tatran Fryšták)
- 1957 – TJ Tatran Fryšták (Tělovýchovná jednota Tatran Fryšták)
- TJ Fryšták (Tělovýchovná jednota Fryšták)
- 1996 – FC Fryšták (Football Club Fryšták)
- 2015 – FC Fryšták, z. s. (Football Club Fryšták, zapsaný spolek)

## Umístění v jednotlivých sezonách
Zdroj: 
Legenda: Z – zápasy, V – výhry, R – remízy, P – porážky, VG – vstřelené góly, OG – obdržené góly, +/− – rozdíl skóre, B – body, červené podbarvení – sestup, zelené podbarvení – postup, fialové podbarvení – reorganizace, změna skupiny či soutěže
| Československo (1978 – 1993) |                                        |        |    |     |       |     |     |     |     |    |        |
| Sezóny                       | Liga                                   | Úroveň | Z  | V   | R     | P   | VG  | OG  | +/− | B  | Pozice |
| 1978/79                      | Okresní přebor Zlínska                 | 7      | 26 | 7   | 3     | 16  | 29  | 57  | −28 | 17 | 14.    |
| ...                          |                                        |        |    |     |       |     |     |     |     |    |        |
| 1981/82                      | Okresní přebor Zlínska                 | 8      | 26 | 10  | 7     | 9   | 47  | 41  | +6  | 27 | 6.     |
| 1982/83                      | Okresní přebor Zlínska                 | 8      | 26 | ... | ...   | ... | ... | ... | ... |    |        |
| 1983/84                      | Okresní přebor Zlínska – sk. A         | 7      | 22 | ... | ...   | ... | ... | ... | ... |    |        |
| ...                          |                                        |        |    |     |       |     |     |     |     |    |        |
| 1992/93                      | I. B třída Středomoravské župy – sk. B | 7      | 26 | 16  | 6     | 4   | 54  | 33  | +21 | 38 | 2.     |
| Česko (1993 – )              |                                        |        |    |     |       |     |     |     |     |    |        |
| Sezóny                       | Liga                                   | Úroveň | Z  | V   | R     | P   | VG  | OG  | +/− | B  | Pozice |
| 1993/94                      | I. A třída Středomoravské župy – sk. A | 6      | 26 | 15  | 5     | 6   | 61  | 39  | +22 | 35 | 3.     |
| 1994/95                      | I. A třída Středomoravské župy – sk. A | 6      | 26 | 9   | 6     | 11  | 44  | 47  | −3  | 33 | 8.     |
| 1995/96                      | I. A třída Středomoravské župy – sk. A | 6      | 26 | 11  | 3     | 12  | 37  | 41  | −4  | 36 | 8.     |
| 1996/97                      | I. A třída Středomoravské župy – sk. A | 6      | 26 | 11  | 9     | 6   | 55  | 36  | +19 | 42 | 4.     |
| 1997/98                      | I. A třída Středomoravské župy – sk. A | 6      | 26 | 15  | 2     | 9   | 64  | 35  | +29 | 47 | 4.     |
| 1998/99                      | I. A třída Středomoravské župy – sk. A | 6      | 26 | 11  | 10    | 5   | 49  | 38  | +11 | 43 | 5.     |
| ...                          |                                        |        |    |     |       |     |     |     |     |    |        |
| 2001/02                      | I. A třída Středomoravské župy – sk. A | 6      | 26 | 13  | 4     | 9   | 55  | 46  | +9  | 43 | 5.     |
| 2002/03                      | I. A třída Zlínského kraje – sk. A     | 6      | 26 | 9   | 6     | 11  | 33  | 43  | −10 | 33 | 9.     |
| 2003/04                      | I. A třída Zlínského kraje – sk. A     | 6      | 26 | 7   | 7     | 12  | 34  | 42  | −8  | 28 | 13.    |
| 2004/05                      | I. B třída Zlínského kraje – sk. B     | 7      | 26 | 12  | 4     | 10  | 41  | 34  | +7  | 40 | 5.     |
| 2005/06                      | I. B třída Zlínského kraje – sk. B     | 7      | 26 | 12  | 7     | 7   | 43  | 35  | +8  | 43 | 4.     |
| 2006/07                      | I. B třída Zlínského kraje – sk. B     | 7      | 26 | 13  | 8     | 5   | 47  | 31  | +16 | 47 | 4.     |
| 2007/08                      | I. B třída Zlínského kraje – sk. B     | 7      | 26 | 16  | 4     | 6   | 76  | 38  | +38 | 52 | 3.     |
| 2008/09                      | I. B třída Zlínského kraje – sk. B     | 7      | 26 | 13  | 6     | 7   | 76  | 45  | +31 | 45 | 5.     |
| 2009/10                      | I. B třída Zlínského kraje – sk. B     | 7      | 26 | 13  | 6     | 7   | 64  | 37  | +27 | 45 | 5.     |
| 2010/11                      | I. B třída Zlínského kraje – sk. B     | 7      | 26 | 13  | 6     | 7   | 56  | 40  | +16 | 45 | 5.     |
| 2011/12                      | I. B třída Zlínského kraje – sk. B     | 7      | 24 | 16  | 6     | 2   | 67  | 27  | +40 | 54 | 1.     |
| 2012/13                      | I. A třída Zlínského kraje – sk. B     | 6      | 24 | 10  | 4     | 10  | 45  | 39  | +6  | 34 | 7.     |
| 2013/14                      | Přebor Zlínského kraje                 | 5      | 26 | 7   | 7     | 12  | 36  | 51  | −15 | 28 | 11.    |
| 2014/15                      | Přebor Zlínského kraje                 | 5      | 26 | 7   | 2 / 5 | 12  | 38  | 45  | −7  | 30 | 11.    |
| 2015/16                      | Přebor Zlínského kraje                 | 5      | 26 | 13  | 0 / 5 | 8   | 39  | 34  | +5  | 44 | 5.     |
| 2016/17                      | Přebor Zlínského kraje                 | 5      | 26 | 4   | 2 / 3 | 17  | 34  | 65  | −31 | 19 | 13.    |
| 2017/18                      | I. A třída Zlínského kraje – sk. B     | 6      | 26 | 3   | 5 / 1 | 17  | 27  | 57  | −30 | 20 | 14.    |
| 2018/19                      | I. B třída Zlínského kraje – sk. B     | 7      | 26 | 20  | 3 / 2 | 1   | 103 | 22  | +81 | 68 | 1.     |
| 2019/20                      | I. A třída Zlínského kraje – sk. B     | 6      | 13 | 5   | 3     | 5   | 24  | 25  | −1  | 20 | 7.     |
| 2020/21                      | I. A třída Zlínského kraje – sk. B     | 6      | 9  | 3   | 1     | 5   | 14  | 16  | −2  | 11 | 9.     |
| 2021/22                      | I. A třída Zlínského kraje – sk. B     | 6      | 26 | 5   | 4     | 17  | 44  | 63  | −19 | 19 | 14.    |
| 2022/23                      | I. B třída Zlínského kraje – sk. B     | 7      | 26 | 15  | 0     | 11  | 70  | 54  | +16 | 45 | 3.     |
| 2023/24                      | I. B třída Zlínského kraje – sk. B     | 7      | 26 | 12  | 7     | 7   | 76  | 53  | +23 | 43 | 4.     |
| 2024/25                      | I. B třída Zlínského kraje – sk. B     | 7      | 26 | 8   | 5     | 13  | 55  | 61  | −6  | 29 | 10.    |

Poznámka:
- 1992/93: Postoupilo taktéž vítězné mužsvo TJ Jiskra Otrokovice.[7]
- Od sezony 2014/15 se ve Zlínském kraji hraje tímto způsobem: Pokud zápas skončí nerozhodně, kope se penaltový rozstřel. Jeho vítěz bere 2 body, poražený pak jeden bod. Za výhru po 90 minutách jsou 3 body, za prohru po 90 minutách není žádný bod.
- 2019/20: Sezona nedohrána kvůli pandemii covidu-19.
- 2020/21: Sezona nedohrána kvůli pandemii covidu-19.

## FC Fryšták „B“
FC Fryšták „B“ je rezervním týmem Fryštáku, který se pohybuje v okresních soutěžích.

### Umístění v jednotlivých sezonách
Legenda: Z – zápasy, V – výhry, R – remízy, P – porážky, VG – vstřelené góly, OG – obdržené góly, +/− – rozdíl skóre, B – body, červené podbarvení – sestup, zelené podbarvení – postup, fialové podbarvení – reorganizace, změna skupiny či soutěže
| Česko (2002 – ) |                                |        |    |    |       |    |     |    |     |    |        |
| Sezóny          | Liga                           | Úroveň | Z  | V  | R     | P  | VG  | OG | +/− | B  | Pozice |
| 2002/03         | Okresní soutěž Zlínska – sk. B | 9      | 26 | 9  | 5     | 12 | 52  | 55 | −3  | 32 | 8.     |
| 2003/04         | Okresní soutěž Zlínska – sk. A | 9      | 22 | 15 | 5     | 2  | 68  | 36 | +32 | 50 | 2.     |
| 2004/05         | Okresní soutěž Zlínska – sk. A | 9      | 22 | 13 | 4     | 5  | 48  | 33 | +15 | 43 | 3.     |
| 2005/06         | Okresní soutěž Zlínska – sk. A | 9      | 22 | 9  | 4     | 9  | 49  | 53 | −4  | 31 | 8.     |
| 2006/07         | Okresní soutěž Zlínska – sk. A | 9      | 20 | 7  | 3     | 10 | 49  | 53 | −4  | 24 | 7.     |
| 2007/08         | Okresní soutěž Zlínska – sk. A | 9      | 24 | 13 | 4     | 7  | 75  | 59 | +16 | 43 | 4.     |
| 2008/09         | Okresní soutěž Zlínska – sk. A | 9      | 26 | 9  | 4     | 13 | 52  | 54 | −2  | 31 | 11.    |
| 2009/10         | Okresní soutěž Zlínska – sk. A | 9      | 26 | 8  | 7     | 11 | 53  | 61 | −8  | 31 | 12.    |
| 2010/11         | Okresní soutěž Zlínska – sk. A | 9      | 26 | 9  | 1     | 16 | 56  | 68 | −12 | 28 | 13.    |
| 2011/12         | Okresní soutěž Zlínska – sk. A | 9      | 26 | 12 | 3     | 11 | 66  | 64 | +2  | 39 | 7.     |
| 2012/13         | Okresní soutěž Zlínska – sk. A | 9      | 26 | 15 | 4     | 7  | 72  | 48 | +24 | 49 | 4.     |
| 2013/14         | Okresní soutěž Zlínska – sk. A | 9      | 26 | 17 | 4     | 5  | 78  | 39 | +39 | 55 | 1.     |
| 2014/15         | Okresní soutěž Zlínska – sk. A | 9      | 26 | 14 | 3 / 0 | 9  | 69  | 43 | +26 | 48 | 5.     |
| 2015/16         | Okresní soutěž Zlínska – sk. A | 9      | 26 | 12 | 1 / 3 | 10 | 60  | 48 | +12 | 41 | 7.     |
| 2016/17         | Okresní soutěž Zlínska – sk. A | 9      | 26 | 7  | 3 / 1 | 15 | 44  | 62 | −18 | 28 | 14.    |
| 2017/18         | Základní třída Zlínska – sk. A | 10     | 24 | 13 | 2 / 4 | 5  | 67  | 49 | +18 | 47 | 4.     |
| 2018/19         | Základní třída Zlínska – sk. A | 10     | 26 | 20 | 1 / 1 | 4  | 113 | 41 | +72 | 63 | 3.     |
| 2019/20         | Základní třída Zlínska – sk. A | 10     | 12 | 11 | 0     | 1  | 67  | 15 | +52 | 33 | 1.     |
| 2020/21         | Okresní soutěž Zlínska – sk. A | 9      | 9  | 3  | 5     | 1  | 13  | 9  | +4  | 15 | 6.     |
| 2021/22         | Okresní soutěž Zlínska – sk. A | 9      | 26 | 12 | 7     | 7  | 56  | 42 | +14 | 43 | 6.     |
| 2022/23         | Okresní soutěž Zlínska – sk. A | 9      | 22 | 5  | 5     | 12 | 45  | 67 | −22 | 20 | 10.    |
| 2023/24         | Okresní soutěž Zlínska – sk. A | 9      | 22 | 12 | 1     | 9  | 74  | 60 | +14 | 37 | 5.     |
| 2024/25         | Okresní soutěž Zlínska – sk. A | 9      | 11 | 6  | 0     | 5  | 29  | 24 | +5  | 18 | 4.     |

Poznámka:
- Od sezony 2014/15 se ve Zlínském kraji hraje tímto způsobem: Pokud zápas skončí nerozhodně, kope se penaltový rozstřel. Jeho vítěz bere 2 body, poražený pak jeden bod. Za výhru po 90 minutách jsou 3 body, za prohru po 90 minutách není žádný bod.
- 2019/20: Sezona nedohrána kvůli pandemii covidu-19, postup.
- 2020/21: Sezona nedohrána kvůli pandemii covidu-19.